# Ninón Lapeiretta de Brouwer
Ninón Lapeiretta Pichardo de Brouwer (4 de enero de 1907-22 de septiembre de 1989), también conocida como Ninón Lapeiretta de Brouwer, fue una compositora y pianista de República Dominicana. Es conocida por sus obras para varios instrumentos, incluyendo piano, conjunto de viento, orquesta y voz. A veces utilizó la música nacional dominicana como punto de partida para sus composiciones.

## Primeros años
Ninón Lapeiretta Pichardo nació en Santo Domingo, hija de Natalia Pichardo Gómez y Alesandro Lepeiretta, un inmigrante de Francia. De niña estudió piano.

## Carrera
Sus primeras obras fueron canciones, criollas y bailes tradicionales. En 1940 comenzó a estudiar con Enrique Casal Chapí, director de la Orquesta Sinfónica Nacional (OSN) de República Dominicana. Lapeiretta de Brouwer continuó componiendo piezas, extendiéndose a ballets y obras para orquestas y conjuntos. Como director, Casal Chapí a menudo defendió a los compositores locales e interpretó sus obras con la orquesta sinfónica, por lo que Lapeiretta de Brouwer ganó exposición tanto en la República Dominicana como en el extranjero.
La OSN de Casal Chapí estrenó la obra Dos Caprichos de Lapeiretta de Brouwer para conjunto de viento en 1942, así como su pieza orquestal Abominación de la espera en 1943 con la soprano Dora Merten como solista. En 1944, su pieza para cuarteto de cuerdas Suite Arcaica se presentó en un concierto de la BBC en Londres para la conmemoración del centenario de la independencia dominicana.
Lapeiretta de Brouwer también compuso varias partituras de ballet, incluyendo La reina del Caribe.

### Organizaciones
En 1941, Lapeiretta de Brouwer fundó el Círculo de Bellas Artes. En 1953 fundó la Sociedad Pro Arte, que trabajó para traer artistas internacionales a la República Dominicana.

## Legado
Lapeiretta de Brouwer murió en Santo Domingo el 29 de septiembre de 1989.
La Orquesta Ars Nova de Santiago dedicó toda su temporada de conciertos 2004 a su memoria, elogiándola como una parte importante, pero a menudo olvidada, de la música clásica en la República Dominicana.

## Obra
- Abominación de la Espera (1941), para soprano y orquesta
- Pastoral (1941), orquesta de cámara
- Obertura Jocosa, orquesta sinfónica
- Dos Caprichos (1942), conjunto de viento
- Suite Arcaica (1941), cuarteto de cuerdas
- La Reina del Caribe, partitura de ballet